# Miss Rio Grande do Sul 2015
Miss Rio Grande do Sul 2015 foi a 61ª edição do tradicional concurso de beleza feminina realizado anualmente no Estado. Candidatas de diversas partes do Rio Grande do Sul tentaram levar a mais cobiçada coroa estadual do Miss Brasil. O concurso teve a participação de 30 aspirantes municipais em um evento fechado na cidade de Canoas. O certame foi apresentado por Renata Fan e Chico Garcia. É o primeiro ano que o Estado não realiza seu concurso em meados de dezembro. Marina Helms, vencedora da edição de 2014, coroou sua sucessora ao título no final do evento. A competição é coordenada a três anos pelo publicitário Carlos Totti.

## Resultados

### Colocações
| Posição                 | Município e Candidata |
| Miss Rio G. do Sul      | - Bom Princípio - Marthina Brandt |
| 2º. Lugar               | - Venâncio Aires - Laura Azevêdo |
| 3º. Lugar               | - Osório - Luisa Nava |
| 4º. Lugar               | - Horizontina - Vanessa Gerhardt Pooder |
| 5º. Lugar               | - Casca - Daniela Guedini |
| (TOP 15) Semifinalistas | - Canela - Johanna Alves - Canoas - Renata Pansera - Constantina - Luíza Carvalho - Estrela - Laura Träsel - Frederico Westphalen - Letícia Nigris - Gramado - Cíntia Regert - Guaíba - Isabel Correa - Novo Hamburgo - Jociele Rodrigues - Pelotas - Giovanna Gonzatto - Rio Grande - Julia de la Rocha |

### Prêmios Especiais
A eleita pelo voto popular entra automaticamente no Top 15 da competição:
| Prêmio            | Candidata                 |
| Miss Voto Popular | - Casca - Daniela Guedini |

### Ordem dos Anúncios
| 1. Osório 2. Venâncio Aires 3. Canela 4. Frederico Westphalen 5. Novo Hamburgo 6. Pelotas 7. Constantina 8. Estrela 9. Rio Grande 10. Bom Princípio 11. Gramado 12. Canoas 13. Guaíba 14. Horizontina 15. Casca | 1. Venâncio Aires 2. Casca 3. Bom Princípio 4. Osório 5. Horizontina |  |  |  |

## Resposta Final
Questionada pelo secretário Mário Cardoso sobre as conquistas da mulher na sociedade, a vencedora respondeu:
| “ | Boa noite a todos! A mulher ainda sofre muita violência. Eu acredito que se nós conseguíssemos zerar essa violência contra a mulher já seria um grande avanço. Obrigada! | ” |

## Candidatas
Todas as representantes que buscaram o título:
| - Alegrete - Juliane Camargo - Bom Princípio - Marthina Brandt - Cachoeirinha - Luciane Cassol - Canela - Johanna Alves - Canoas - Renata Pansera - Carlos Barbosa - Bruna Stoffel - Casca - Daniela Guedini - Constantina - Anna Luíza Carvalho - Crissiumal - Alessa Caneppele - Espumoso - Marina Amarante - Esteio - Carolina Vidal - Estrela - Laura Träsel - Frederico Westphalen - Letícia Nigris - Gramado - Cíntia Regert - Guaíba - Isabel Correa | - Horizontina - Vanessa Gerhardt - Itaara - Sheron Bitencourt - Maquiné - Tainara Sanna - Muçum - Jéssica Chiminazzo - Novo Hamburgo - Jociele Rodrigues - Osório - Luisa Nava - Pelotas - Giovanna Gonzatto - Porto Alegre - Bruna Bacelar - Rio Grande - Julia de la Rocha - Santo Ângelo - Letícia Campos - São Francisco de Paula - Kaiulani Schultz - Sapiranga - Jéssica Fagundes - Taquara - Ana Paula Rizzo - Torres - Naiah Vignali - Venâncio Aires - Laura Azevêdo |

## Jurados
| Escolheram as trinta semifinalistas do concurso: 1. Drº. Denis Valente, Cirurgião Plástico; 2. Carmen Flores, Empresária e Diretora da Carmen Flores; 3. Renato Martins, Diretor de Jornalismo da Band-RS; 4. Bruna Jaroceski, Miss Rio Grande do Sul 2010; 5. Gabriela Casartelli, Editora do portal Fashion RS e Stylist; 6. Beatriz Bockhorn, Diretora da Bia Brazil; 7. Madeleine Müller, Produtora de Moda e Stylist; 8. Lourdes Nascimento, Secretária de Comunicação de Canoas; e 9. Yago Warren, Diretor de Casting da Zeppelin Filmes. | Definiram a vencedora na noite final do concurso: 1. Beatriz Dockhorn, diretora da Bia Brazil; 2. Caio Carvalho, diretor da Enter; 3. Rafaela Zanella, Miss Brasil 2006; 4. Lúcia Mattos, jornalista e apresentadora da Band RS; 5. Mário Cardoso, Secretário de Desenvolvimento de Canoas; 6. Carmen Flores, empresária; 7. Milton Talaveira, publicitário; 8. Sérgio Zukov, Diretor de Operações do Iguatemi. |

## Seletiva
Candidatas que disputaram as 30 vagas do concurso:
| - Alegrete - Juliane Camargo - Alto Feliz - Cíntia Lima - Antônio Prado - Caroline Meyer - Arroio do Sal - Vanessa Reis - Bagé - Júlia Prado - Bento Gonçalves - Priscila Bombassaro - Bom Princípio - Marthina Brandt - Cachoeirinha - Luciane Cassol - Campo Bom - Camila Kunkel - Canela - Johanna Alves - Canoas - Renata Pansera - Capão da Canoa - Fran Nitschke - Caraá - Raphaela Sirena - Carazinho - Giovanna Berner - Carlos Barbosa - Bruna Stoffel - Casca - Daniela Favero - Caxias do Sul - Luzia Santos - Cidreira - Natália Schumacher - Constantina - Anna Luíza Carvalho - Cotiporã - Nathalia Krützmann - Crissiumal - Alessa Caneppele - Dois Irmãos - Amanda Dutra - Doutor Maurício Cardoso - Larissa Gollin - Doutor Ricardo - Não Anunciado - Erechim - Stefani Novakoski - Espumoso - Marina Amarante - Estância Velha - Caroline Kunst - Esteio - Carolina Vidal - Estrela - Laura Träse - Farroupilha - Letícia Bernardi - Feliz - Monaísa Colling - Flores da Cunha - Jéssica Ruschel - Frederico Westphalen - Letícia Nigris - Garibaldi - Valentina Marrone - Giruá - Luciana Czegelski - Gramado - Cíntia Regert - Guaíba - Isabel Correa - Guaporé - Paula Orsatto - Horizontina - Vanessa Gerhardt - Ibirubá - Eduarda Schneider - Igrejinha - Não Anunciado - Imbé - Paola Sant'Anna - Itaara - Sheron Bitencourt - Jaguarão - Deborah Nascente - Lajeado - Tayná Serpa | - Lindolfo Collor - Não anunciado - Maquiné - Tainara Sanna - Marau - Alana Grando - Monte Belo do Sul - Stephanie Souza - Muçum - Jéssica Chiminazzo - Não-Me-Toque - Laércia Bürgel - Nova Araçá - Djiovana Rodrigues - Nova Pádua - Luísa de Moraes - Nova Petrópolis - Bárbara Wissmann - Nova Prata - Graziela Ronconi - Novo Hamburgo - Jociele Rodrigues - Osório - Luisa Nava - Passo Fundo - Stéfanie Manfroi - Pelotas - Giovanna Gonzatto - Portão - Graziele Vieira - Porto Alegre - Bruna Bacelar - Rio Grande - Julia de la Rocha - Roca Sales - Hélen Schüssler - Santa Cruz do Sul - Ingrid Mahl - Santa Maria - Renata Schio - Santa Rosa - Tainara Kolling - Santo Ângelo - Letícia Campos - Santo Antônio da Patrulha - Marina Hartz - São Francisco de Paula - Kaiulani Schultz - São Gabriel - Jayne Silveira Nunes - São José do Norte - Andrelise Santorum - São José dos Ausentes - Aline Boeira - São Leopoldo - Renata Santos - São Luiz Gonzaga - Não Anunciado - São Sebastião do Caí - Rodaika Eberhardt - Sapiranga - Jéssica Fagundes - Selbach - Andreza Kuhn - Serafina Corrêa - Mayra Bressan - Tapera - Ana Paula Petry - Taquara - Ana Paula Rizzo - Teutônia - Paola Lagemann - Torres - Naiah Vignali - Tramandaí - Não Anunciado - Três Cachoeiras - Fernanda Scheffer - Vacaria - Mayara Andrighetti - Vale Real - Não Anunciado - Venâncio Aires - Laura Azevêdo - Veranópolis - Graziela Dias - Vila Nova do Sul - Taiane Macedo - Xangri-lá - Adriana Cigolini |

## Crossovers
Candidatas que já possuem um histórico de participação em outras disputas:
| Miss Rio Grande do Sul - 2014: São José do Norte - Andrelise Santorum (Seletiva) - (Representando o município de Rio Grande) - 2014: Lajeado - Tayná Serpa (Seletiva) - (Representando o município de Taquari) - 2012: Osório - Luisa Nava (5º. Lugar) - (Representando o município de Osório) - 2012: Novo Hamburgo - Jociele Rodrigues (Seletiva) - (Representando o município de Estância Velha) - 2012: Bom Princípio - Marthina Brandt - (Representando o município de Caxias do Sul) Miss Rio de Janeiro - 2008: Guaíba - Isabel Correa (2º. Lugar) - (Representando o município de Belford Roxo) - 2012: Guaíba - Isabel Correa (2º. Lugar) - (Representando o município de Paraty) - 2014: Guaíba - Isabel Correa (Top 10) - (Representando o município de Belford Roxo) Miss Santa Catarina - 2013: Torres - Naiah Vignali (Desistiu) - (Iria representar o município de Sombrio) A Mais Bela Gaúcha - 2014: Carlos Barbosa - Bruna Stoffel (Finalista) - (Representando o município de Porto Alegre) - 2013: Rio Grande - Júlia de la Rocha (Semifinalista) - (Representando o município de Rio Grande) - 2014: Sapiranga - Jéssica Fagundes - (Representando o município de Sapiranga) Miss Brasil Globo - 2009: Ibirubá - Eduarda Schneider - (Representando o Estado do Rio Grande do Sul) Miss Brasil Latina - 2011: Gramado - Cíntia Regert (Vencedora) - (Representando o Estado do Rio Grande do Sul) Miss Brasil Latina - 2011: Ibirubá - Eduarda Schneider - (Representando o Estado de Santa Catarina) Best Model of the World - 2009: Guaíba - Isabel Correa - (Representando o Brasil em Sofia, na Bulgária) Miss America Latina del Mundo - 2011: Gramado - Cíntia Regert (3º. Lugar) - (Representando o Brasil em Punta Cana, na República Dominicana) Garota Gaúcha - 2009: Pelotas - Giovanna Gonzatto (Semifinalista) | Garota Verão - 2006: Frederico Westphalen - Letícia Nigris - (Representando o município de Frederico Westphalen) - 2008: Caraá - Raphaela Sirena (Vencedora) - (Representando o município de Porto Alegre) - 2011: Santa Cruz do Sul - Ingrid Mahl - (Representando o município de Farroupilha) - 2011: Erechim - Stefani Novakoski - (Representando o município de Erechim) - 2012: Casca - Daniela Favero - (Representando o município de Casca) - 2013: Crissiumal - Alessa Caneppele - (Representando o município de Crissiumal) - 2013: Nova Petrópolis - Bárbara Wissmann - (Representando o município de Caxias do Sul) - 2013: Três Cachoeiras - Fernanda Scheffer - (Representando o município de Itapeva) - 2014: Santa Maria - Renata Schio - (Representando o município de São João do Polêsine) - 2014: Selbach - Andreza Kuhn - (Representando o município de Selbach) - 2014: Santa Rosa - Tainara Kolling - (Representando o município de Santa Rosa) - 2014: Maquiné - Tainara Sanna - (Representando a praia Estrela do Mar) - 2014: Venâncio Aires - Laura Azevêdo - (Representando o município de Venâncio Aires) - 2015: São Sebastião do Caí - Rodaika Eberhardt - (Representando o município de São Sebastião do Caí) Rainha do Arraialfest - 2012: Torres - Naiah Vignali (Vencedora) - (Representando o Rotary Clube de Sombrio) Rainha da Expo São Miguel - 2011: Três Cachoeiras - Fernanda Scheffer (Vencedora) - (Representando o município de São Miguel do Oeste) Musa do Gauchão - 2013: Santa Cruz do Sul - Ingrid Mahl - (Representando o Santa Cruz Futebol Clube) Musa do Brasileirão - 2013: Farroupilha - Letícia Bernardi - (Representando o Grêmio Esporte Club) Miss Germany Brasil - 2010: Bom Princípio - Marthina Brandt (Vencedora) - (Representando Vale Real) - 2014: São Sebastião do Caí - Rodaika Eberhardt - (Representando o município de São José do Cedro) Soberana das Piscinas do RS - 2014: Campo Bom - Camila Kunkel Rainha da Expo Vale - 2008: Teutônia - Josiane Schmitt (Vencedora) |